# 곡성 당동리 석조여래좌상
곡성 당동리 석조여래좌상(곡성 당동리 석조여래좌상)은 대한민국 전라남도 곡성군 죽곡면 당동리에 있는 삼국시대의 불상이다. 2005년 7월 13일 전라남도의 유형문화재 제272호로 지정되었다.

## 개요
당동리 사지 가지구의 이희극씨 집 밭에 있었던 것을 마을 입구에 우산각을 마련하고 나지구의 석불좌상과 함께 그 안에 모셔두었는데 몇번 도난을 당하자 1986년 3월에 마을 오른편 산자락인 지금의 위치로 옮겼다고 한다. 이 석불은 좌우 어깨와 등에 불상을 새겼는데 이른바 사면불을 형성화한 것으로 보여진다. 광배를 따로 만들어 끼웠을 것으로 보여지는 흠이 어깨 뒤쪽 등 부분에 나 있다. 상호와 손 및 대좌가 많이 훼손되었다. 불상은 모두 좌상이며 배면불만 광배를 새겼다. 목에는 삼도의 흔적이 보인다. 오른 어깨를 드러낸 편단우견이며 두손 모두 훼손되어 상태가 좋지 않으나 향마촉지인으로 여겨진다. 크기는 높이가 200cm에 달한다. 방형대좌는 중대석이 없으나 1966년 정영호가 조사할 당시의 사진에는 중대석이 보인다.

## 참고 문헌
- 곡성당동리석조여래좌상 - 국가유산청 국가유산포털